# Benidorm Beach
Benidorm Beach es un rascacielos residencial de 36 plantas y 126 metros de altura situado en Benidorm, Alicante. Fue inaugurado en 2023, construido por la promotora alicantina Alibuilding y diseñado por el despacho Chamizo Arquitectos.

## Diseño
Benidorm Beach está constituido por dos torres unidas de 36 plantas, con un total de 196 apartamentos. Cuenta con una piscina cubierta con vistas a la playa de poniente en la planta 26 y un gimnasio en la 27.
En 2024 fue premiado en los International Property Awards como la mejor promoción residencial de Europa.